# 何汉理
何汉理（Harry Harding，1946年—），是美国中国问题专家，曾担任克林顿总统特别国家安全顾问。他有很多著作，其中 China's Second Revolution （《中国的第二次革命》）影响很大。目前為國立政治大學玉山計畫學者。
何汉理于1946年出生于美国马萨诸塞州的波士顿，1967年在普林斯顿大学获得公共和国际关系学士学位，1969年和1974年在斯坦福大学分别获得政治学硕士和博士学位。毕业后于1971年至1983年在斯坦福大学任教，1983年至1994年在布鲁金斯学会担任高级研究员，1995年至2005年在乔治·华盛顿大学艾略特外交学院（Elliot School of International Affairs）担任院长。2005年，担任歐亞集團（Eurasia Group）研究和分析主管。2009年，至美國維吉尼亞大學弗蘭克巴頓領導力與公共政策學院（Frank Batten School of Leadership and Public Policy）擔任創院院長。

## 個人生活
何漢理的妻子林夏如是來自台灣的政治學家和投資銀行家，哈佛大學學士，香港大學碩士及博士，32歲成為高盛集團亞洲最年輕的合夥人，亦是香港中文大學全球政治經濟學碩士課程的創始教員，通曉國語、粵語、英語、日語、西班牙語等多種語言。他繼女郭佳怡畢業於耶魯大學戲劇系，任職劇作家、演員及詩人。

## 作品
- 作者
  - 1992年:A Fragile Relationship: The United States and China Since 1972（《脆弱的关系：1972年以来的美国和中国》）
  - 1988年: China and Northeast Asia: The Political Dimension（《中国和东北亚：政治尺度》）
  - 1987年: China's Second Revolution: Reform After Mao（《中国的第二次革命：毛泽东之后的改革》）
  - 1981年:Organizing China: The Problem of Bureaucracy, 1949-1976（《组织中国：官僚问题，1949-1976》）

- 编者
  - 2004年: India-China Relationship: What the United States Needs to Know（《印中关系：美国需要知道什么》）
  - 1989年: Sino-American Relations, 1945-55: A Joint Reassessment of a Critical Decade（《中美关系，1945-1955：对关键十年的联合重估》與袁明合編,北京大學中文版題為《中美關係史上沉重的一頁》）
  - 1984年: China's Foreign Relations in the 1980s（《20世纪80年代的中国对外关系》）